# Južni one jezik
Južni one jezik (onele, oni, aunalei; ISO 639-3: osu), jezik ili dijalekt (jezika aunalei), skupine zapadni wapei, porodice torricelli, kojim govori oko 200 pripadnika južnih One Papuanaca u provinciji Sandaun u Papui Novoj Gvineji.
Govori se u nekoliko sela između planina Bewani i Torricelli. S ostalim one jezicima ili dijalektima čine posebnu podskupinu. Nekad je smatran dijalektom jezika aunalei;.